# Пресноредутский сельский округ
Пресноредутский сельский округ (каз. Пресноредуть ауылдық округі) — административная единица в составе Жамбылского района Северо-Казахстанской области Казахстана. Административный центр — село Пресноредуть.
Население — 741 человек (2009, 1810 в 1999, 2364 в 1989).
Села Песчанка и Семиозёрка были ликвидированы в 2013 году.
В состав сельского округа вошла территория ликвидированного Макарьевского сельского совета (села Макарьевка, Западное).

## Состав
В состав округа входят такие населенные пункты:
| Населенный пункт   | Население, человек (1989) | Население, человек (1999) | Население, человек (2009) |
| ------------------ | ------------------------- | ------------------------- | ------------------------- |
| Макарьевка, село   | 587                       | 378                       | 225                       |
| Нурымбет, аул      | 300                       | 255                       | 131                       |
| Песчанка, село     | 238                       | 108                       | -                         |
| Пресноредуть, село | 703                       | 731                       | 286                       |
| Семиозёрка, село   | 304                       | 231                       | 25                        |
| Ястребинка, село   | 232                       | 107                       | 74                        |